# Мстинский Мост
Мсти́нский Мост — деревня на реке Мсте в Маловишерском районе Новгородской области России, относится к Бургинскому сельскому поселению. Получила название по расположенном рядом железнодорожному мосту.
В деревне расположена одноимённая железнодорожная станция на главном ходу Октябрьской железной дороги. На станции останавливается электропоезд «Окуловка—Малая Вишера». С 1 июня 2024 года здесь будет останавливаться поезд дальнего следования (скоростной электропоезд "Ласточка" сообщением Москва - Санкт-Петербург и обратно).

## Инфраструктура
- МОУ начальная общеобразовательная школа совместно с детским садом, собственное отопление (есть котельная) — 150 мест (13 мест — детский сад). Закрыты с апреля 2018 года[2][3];
- фельдшерско-акушерский пункт[3];
- продуктовые магазины;
- почтовое отделение;
- ретранслятор сотовой связи (МТС)[3];
- отряд ДПО (добровольной пожарной охраны) в Бургинском поселении (в самой деревне нет), в составе 5 человек[3];

Водоснабжение собственное (колодцы), газ привозной (в баллонах). Мобильная связь основных компаний.
Часть населения деревни работает за пределами населённого пункта (иногда за пределами района и области). Подсобное хозяйство, в том числе животноводство.
Ранее[когда?]

 конечный пункт (граница) судоходства по реке Мсте. Работала пассажирская линия «Новгород — Мстинский Мост», обслуживаемая теплоходом «Заря».

## Достопримечательности
- Церковь Успения Пресвятой Богородицы (деревянное здание, действующий храм в д. Бор.);
- живописная природа (рельеф, изгиб р.Мсты);
- ж/д станция Мстинский Мост.

Место отдыха туристов, главным образом прибывающих из Санкт-Петербурга. На левом берегу реки, в деревне Городищи расположена горнолыжная база отдыха «Мстинские Горки». Рыбалка, собирательство (грибы, ягоды).